# جرذ القطن الزغبي
جرذ القطن الزغبي (الاسم العلمي:Sigmodon hispidus) هو نوع من الحيوانات يتبع جنس جرذ القطن من فصيلة الفأرية.